# Cerro Tapado
Cerro Tapado är ett berg i Chile.   Det ligger i provinsen Petorca Province och regionen Región de Valparaíso, i den centrala delen av landet, 150 km nordväst om huvudstaden Santiago de Chile. Toppen på Cerro Tapado är 563 meter över havet, eller 447 meter över den omgivande terrängen. Bredden vid basen är 6,0 km.
Terrängen runt Cerro Tapado är huvudsakligen kuperad, men västerut är den platt. Runt Cerro Tapado är det ganska glesbefolkat, med 29 invånare per kvadratkilometer.. Närmaste större samhälle är Pichidangui, 19,6 km nordväst om Cerro Tapado. 
Omgivningarna runt Cerro Tapado är i huvudsak ett öppet busklandskap.